# Stutz Victoria
Der Stutz Victoria ist eine viertürige Luxuslimousine im Retrodesign, die der ehemalige US-amerikanische Automobilhersteller Stutz Motor Car of America von 1982 bis 1985 in geringen Stückzahlen produzierte. Das fast sechs Meter lange Auto löste den etwas kürzeren Stutz IV Porte ab. Der Victoria ergänzte das ähnlich gestaltete zweitürige Coupé Stutz Blackhawk VIII und verwendet wie alle Modelle der Marke Großserientechnik von General Motors. Die Herstellung der Autos war – ebenfalls wie üblich – auf einen italienischen Handwerksbetrieb ausgelagert. Die Limousine wurde überwiegend in den USA und im Mittleren Osten verkauft.

## Entstehungsgeschichte
Die Stutz Motor Car Company of America war ein „legendärer“, in Indianapolis ansässiger Sport- und Luxusfahrzeughersteller, der bis 1938 existierte. 1968 kam es zu einer Wiederbelebung der Marke durch den New Yorker Bankier James O’Donnell, der die Stutz Motor Car of America gründete. Das neue Unternehmen produzierte ab 1970 Luxusautomobile im Retrodesign nach Entwürfen von Virgil Exner. 
Exner hatte in den 1960er-Jahren ein Konzept entwickelt, Elemente des Vorkriegsdesigns auf zeitgenössische Karosserien zu übertragen. Als typisch für die 1920er- und 1930er-Jahre sah er eine hohe Kühlermaske, geschwungene Kotflügel, seitliche Auspuffrohre, frei stehende Scheinwerfer und Reserveräder an. Exner übertrug diese Merkmale durch Imitate oder oftmals funktionsuntaugliche Anbauten auf zeitgenössische Pontonkarosserien. Nachdem 1966 bereits ein Einzelstück mit der Bezeichnung Duesenberg Model D entstanden war, übernahm O’Donnells neu gegründetes Unternehmen Stutz Exners Designkonzept erstmals für serienmäßig gefertigte Autos. Um den technischen und wirtschaftlichen Aufwand gering zu halten, griff Stutz auf Großserientechnik von General Motors zurück; die Autos wurden aus Prestige- und auch aus wirtschaftlichen Gründen in Italien in Handarbeit komplettiert. Der Schwerpunkt der Produktion lag auf zweisitzigen Coupés, die ab 1970 unter der Bezeichnung Stutz Blackhawk vermarktet wurden. 1971 erschien mit dem Duplex eine viertürige Variante des Blackhawk I, die in dieser Form ein Einzelstück blieb. Ab 1979 wurde eine neue viertürige Limousine mit der Bezeichnung Stutz IV Porte eingeführt, die bis 1981 in insgesamt zweistelliger Stückzahl produziert wurde.
1982 löste Stutz den IV Porte durch die Limousine Victoria ab. Sie entspricht technisch und stilistisch dem IV Porte, hat aber einen verlängerten Radstand. Parallel zum Victoria baute Stutz einzelne Varianten der langen Repräsentationslimousinen Diplomatica und Royal, die stilistisch dem Victoria ähnelten, aber eine andere technische Basis hatten. Der Victoria blieb bis 1985 im Programm. In diesem Jahr beendete Stutz auch die Produktion der Blackhawk Coupés. Deren Nachfolger, das deutlich kleinere Cabriolet Bearcat II, hatte kein viertüriges Schwestermodell mehr.

## Modellbeschreibung

### Technik

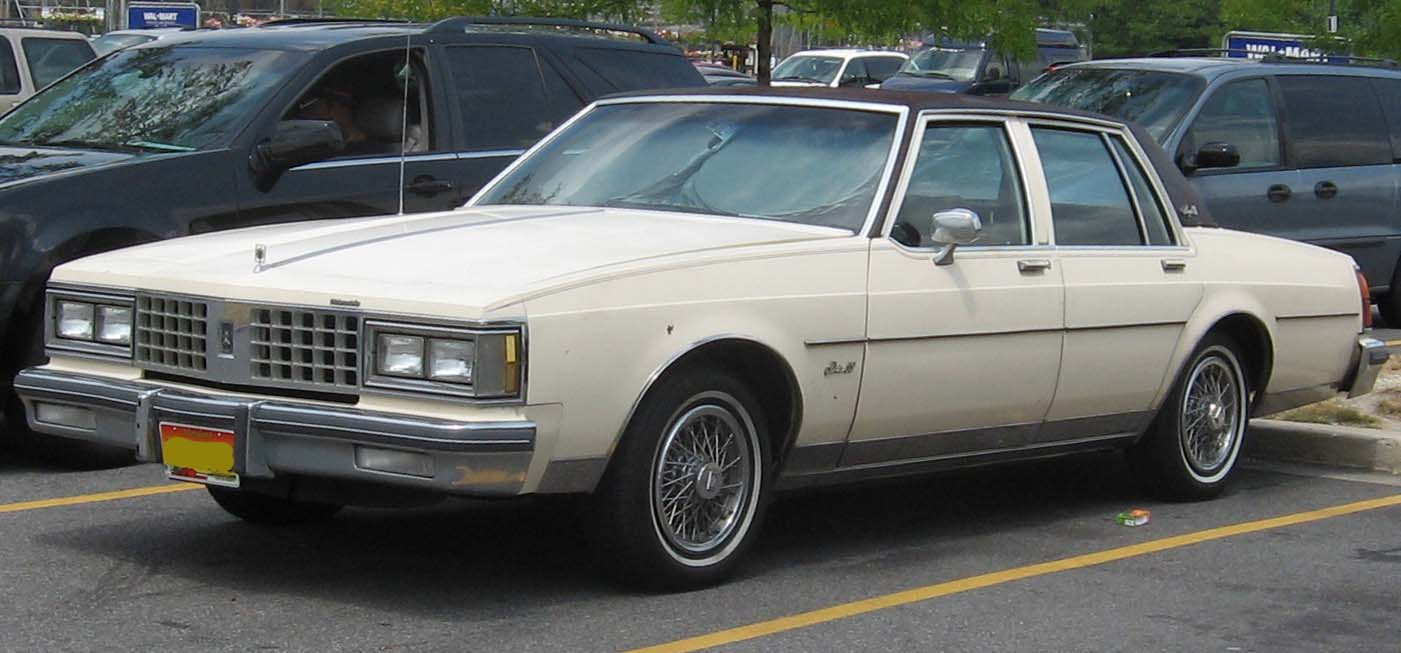
Technische Basis: Oldsmobile 88 Sedan

Technische Basis des Stutz Victoria sind die viertürigen Limousinen der General Motors B-Plattform in der 1977 eingeführten Form. Als Grundlage dienten bis 1984 meist die auf dieser Plattform aufbauenden Oldsmobile 88 und ab 1985 die baugleichen Pontiac Parisienne. Von ihnen übernahm der Victoria das Fahrgestell, die Radaufhängungen, die Motorisierung und die Kraftübertragung. Sie sind auch die Grundlage des zweitürigen Blackhawk VIII. Allerdings wurde der Radstand des Victoria um 254 mm auf 3200 mm verlängert.
Als serienmäßige Antriebsquelle wurde ein 5033 cm³ (307 cui) großer Achtzylinder-V-Motor von General Motors eingebaut. Die Motorleistung gab Stutz mit 108 kW (148 PS) an. Die Kraftübertragung übernahm ein automatisches Vierganggetriebe.

### Karosserie
Der Stutz Victoria ist eine viertürige Stufenhecklimousine mit einem im Vergleich zum Vorgänger verlängerten Radstand. Die Verlängerung wurde durch Distanzteile im hinteren Passagierbereich erreicht. Form und Abmessungen der Vorder- und Hintertüren sind mit dem Vorgängermodell Stutz IV Porte (und dem Spenderfahrzeug von Oldsmobile bzw. Pontiac) gleich. Stutz verlängerte lediglich den Abstand zwischen den hinteren Türen und den Hinterrädern. Zusätzliche Seitenfenster wurden nicht eingefügt. Als Folge der Karosserieverlängerung ist die C-Säule des Victoria breiter als die des IV-Porte.
Die wesentlichen von Exner entworfenen Merkmale des Retrodesigns, die sich bei allen vorangegangenen Stutz-Fahrzeugen finden, hat auch der Victoria. Von vorn nach hinten abfallende Chromleisten an den Wagenflanken zeichnen die Form geschwungener Kotflügel nach, verchromte Ausbuchtungen im unteren Bereich der Türen imitieren Trittbretter, Einbuchtungen in der Frontmaske ermöglichen die Installation frei stehender Scheinwerfer; hinzu kommen eine große, über die Stoßstange hinausreichende Kühlermaske und ein in den Kofferraum eingelassenes, frei sichtbares Reserverad. Lediglich die (imitierten) seitlichen Auspuffrohe (Sidepipes) fehlen im Gegensatz zu den Blackhawk Coupés und der IV-Porte-Limousine bei den meisten Victorias.

## Produktion
Wie nahezu alle Stutz, wurden auch die Victoria bei der Carrozzeria Saturn im norditalienischen Cavallermaggiore aufgebaut, an der Stutz-Gründer O’Donnell finanziell beteiligt war. Stutz transportierte fabrikneue, serienmäßige Oldsmobile- bzw. Pontiac-Limousinen per Schiff nach Italien; dort wurde der Radstand verlängert, die Karosserie modifiziert und der Innenraum aufgewertet. 
Die Angaben zum Produktionsumfang sind sehr unterschiedlich. Einige Quellen sprechen von 20, andere lediglich von sieben oder acht Victoria-Limousinen, die bis 1986 aufgebaut wurden. Ein nicht abschließendes Markenregister dokumentiert die Existenz von acht Autos.